# Cerveriza
Cerveriza es un despoblado de la provincia de Soria, partido judicial de Soria,  Comunidad Autónoma de Castilla y León, España. Barrio de Gallinero que pertenece al municipio de Almarza, comarca de Almarza.

## Historia
A la caída del Antiguo Régimen la localidad se convierte en barrio de Gallinero en la región de Castilla la Vieja, partido de Soria que en el año 1844 contaba con 4 casas y 60 vecinos en 1862.

## Lugares de interés
- Iglesia de Nuestra Señora de la Peña, restos del templo que era anejo a la iglesia de Lumbrerillas.